# Іллінка (Володарський район)
Іллінка (рос. Ильинка) — село у Володарському районі Астраханської області Російської Федерації.
Населення становить 35 осіб (2010). Входить до складу муніципального утворення Большемогойська сільрада.

## Історія
Населений пункт розташований на території українського етнічного та культурного краю Жовтий Клин. Згідно із законом від 6 серпня 2004 року органом місцевого самоврядування є Большемогойська сільрада.

## Населення
| 2002 | 2010 |
| ---- | ---- |
| 31   | ↗35  |